# Telescopi d'infraroig

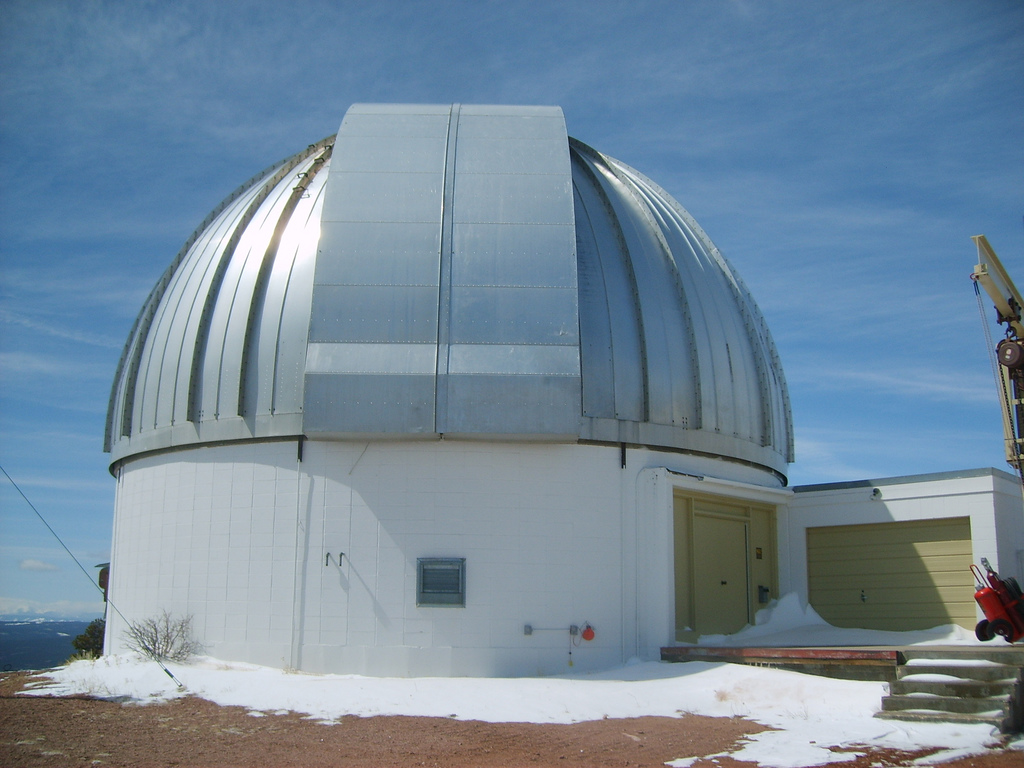
Wyoming Infrared Observatory

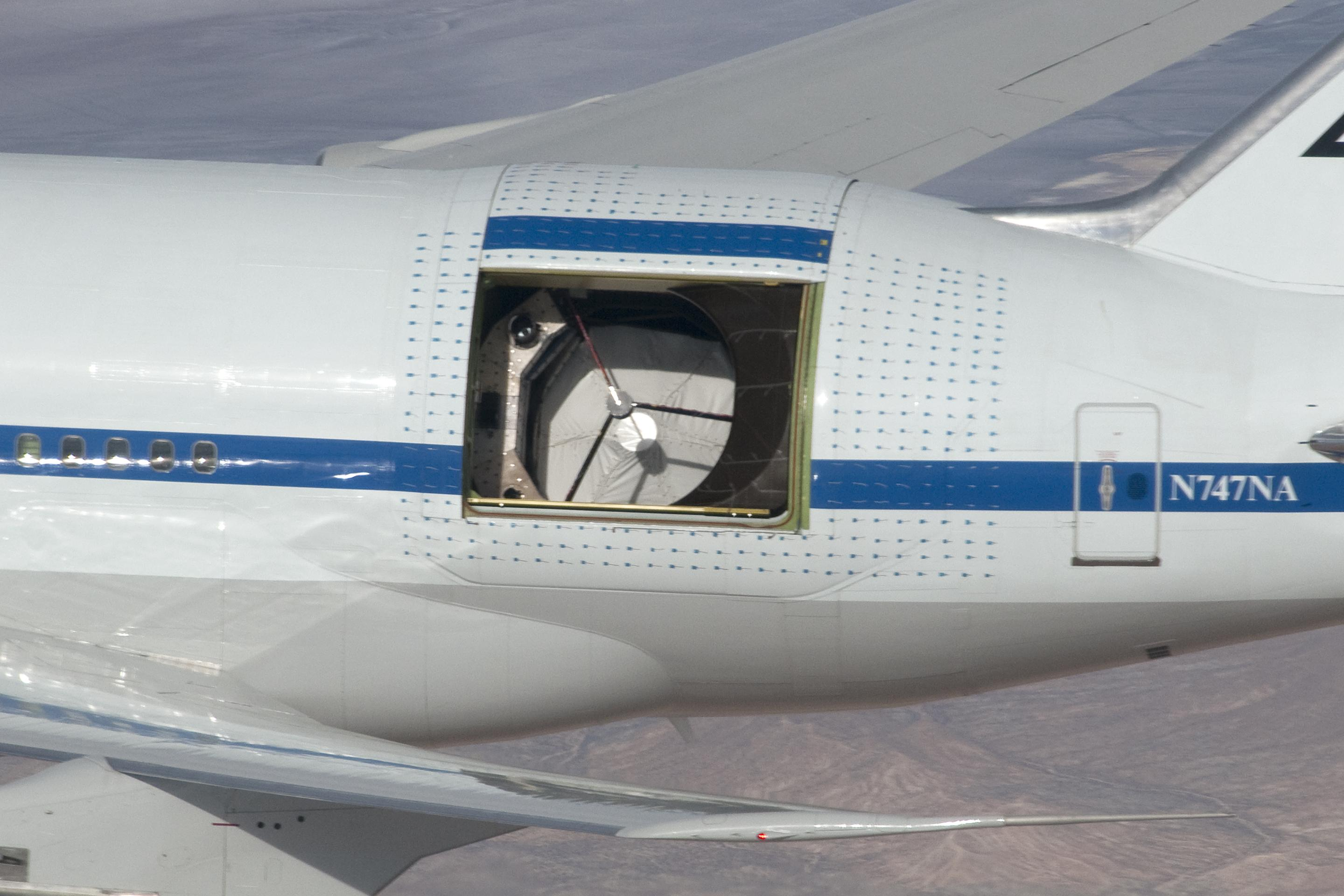
SOFIA és un telescopi d'infraroig en una aeronau, permetent observacions a alta altitud

Un telescopi d'infraroig és un telescopi que utilitza la llum d'infraroig per detectar cossos celestes.
La llum infraroja és un dels diversos tipus de radiació present en l'espectre electromagnètic.
Tots els objectes celestes amb una temperatura per sobre del zero absolut emeten alguna forma de radiació electromagnètica. Per tal d'estudiar l'univers, els científics fan servir diversos tipus diferents de telescopis per detectar aquests tipus de radiació emeses en l'espectre electromagnètic. Aquesta radiació es pot trobar en raigs gamma, raigs X, ultravioleta, llum visible regular (òptic), així com en els telescopis d'infrarojos.

## Comparació selectiva
La llum visible és d'aproximadament 0,4 μm a 0,7 μm, i 0,75 μm a 1000 μm (1 mm) és un rang típic per a l'astronomia infraroja, astronomia d'infraroig proper, a astronomia submil·limètrica.
| Selecció de telescopis infrarojos espacials |            |                |
| Nom                                         | Any        | Longitud d'ona |
| IRAS                                        | 1983       | 5–100 μm       |
| ISO                                         | 1996       | 2,5–240 μm     |
| Spitzer                                     | 2003       | 3–180 μm       |
| Akari                                       | 2006       | 2–200 μm       |
| Herschel                                    | 2009       | 55–672 μm      |
| WISE                                        | 2010       | 3–25 μm        |
| JWST                                        | Planificat | 0,6–28,5 μm    |

## Telescopis infrarojos actuals
- Infrared Telescope Facility, 1979–
- Gornergrat Infrared Telescope, 1979–2005
- Infrared Optical Telescope Array, 1988–2006
- United Kingdom Infrared Telescope, 1979–
- Spitzer Space Telescope, 2003

## Galeria

Diversos telescopis infrarojos
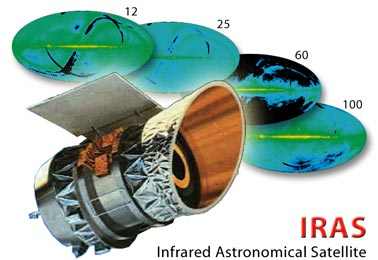
Observatori espacial IRAS
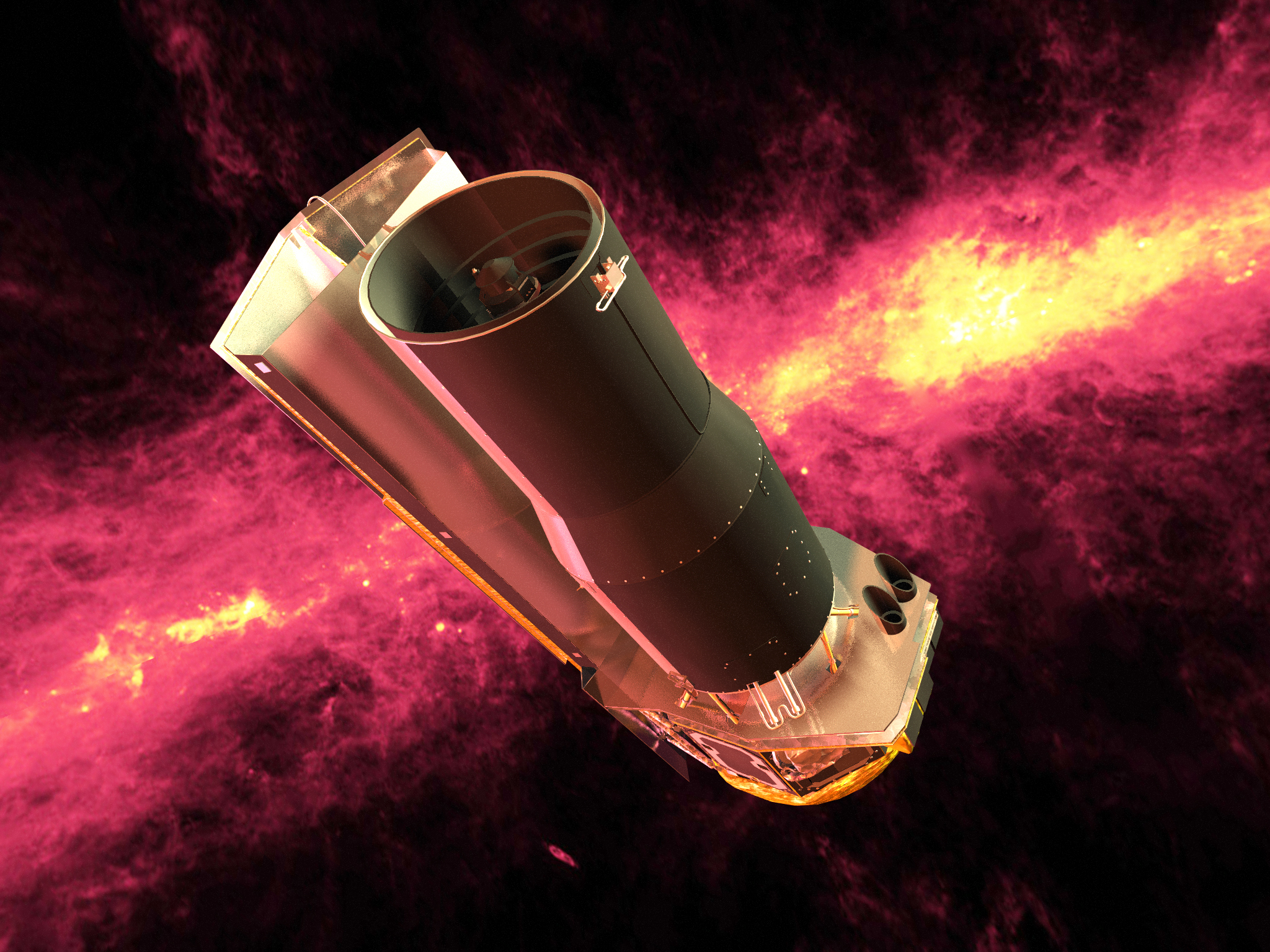
Observatori espacial Spitzer
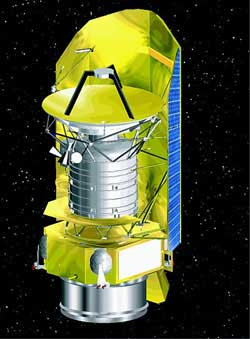
Observatori espacial Herschel
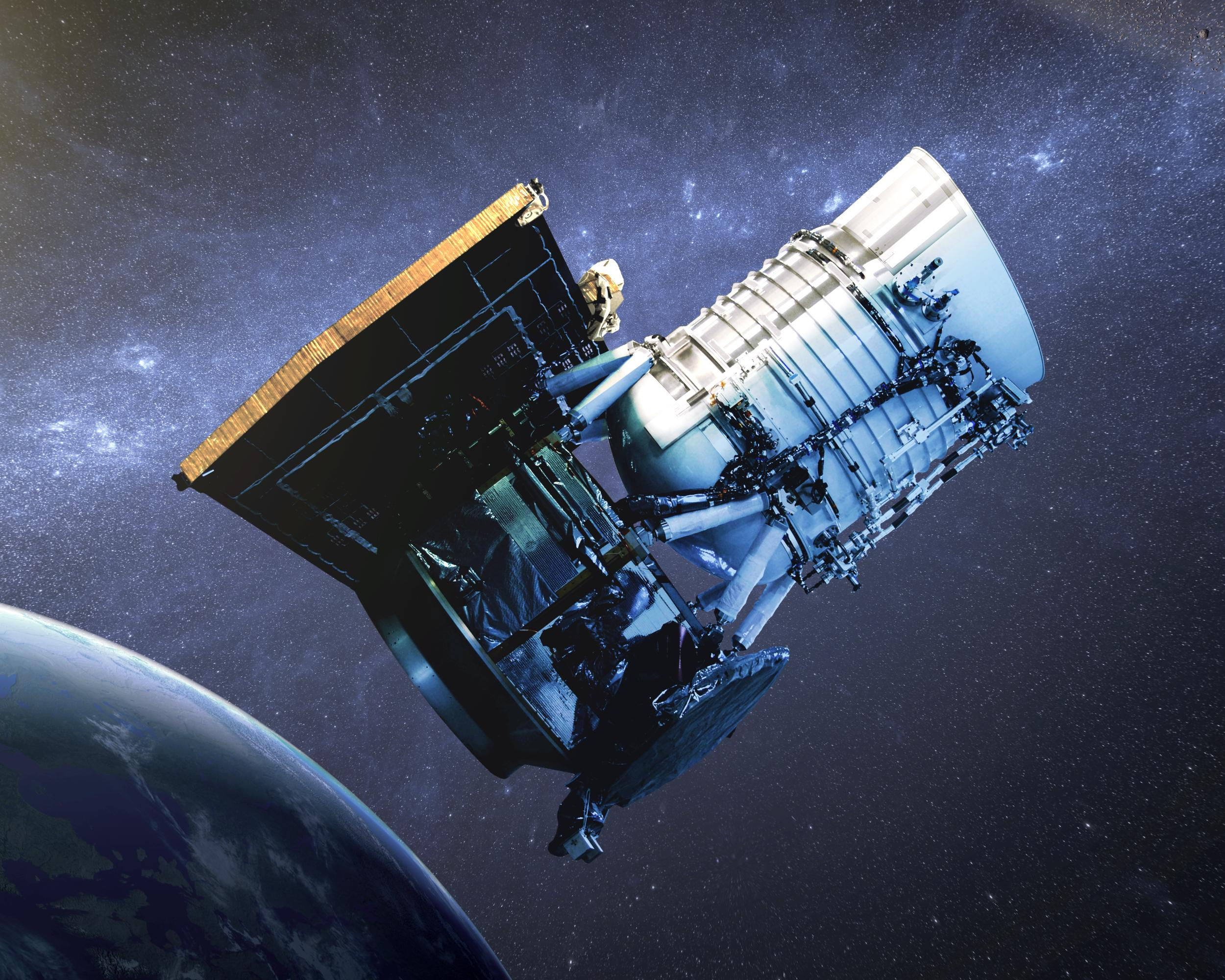
Observatori espacial WISE
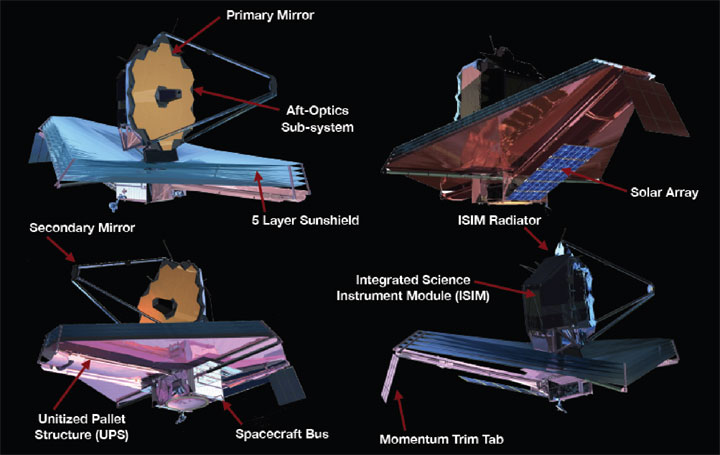
Observatori espacial James Webb